# Tomomyza barbatula
Tomomyza barbatula är en tvåvingeart som beskrevs av Mario Bezzi 1922. Tomomyza barbatula ingår i släktet Tomomyza och familjen svävflugor. Inga underarter finns listade i Catalogue of Life.